# Mégaclès (fils d'Hippocrate)
Pour les articles homonymes, voir Mégaclès.
Mégaclès (en grec ancien Μεγακλῆς) est un homme politique grec athénien des VIe et Ve siècles av. J.-C..

## Biographie
Issu de la famille des Alcméonides, il est le fils d'Hippocrate, lui-même fils de Mégaclès. Son oncle paternel est Clisthène le réformateur. Sa sœur Agaristé est la mère de Périclès.
Il est le père de Dinomaque, la mère d'Alcibiade. Cependant, certains, parmi lesquels William Smith, affirment que le grand-père d'Alcibiade est en réalité Clisthène le réformateur, l'oncle de Mégaclès.